# Федерго

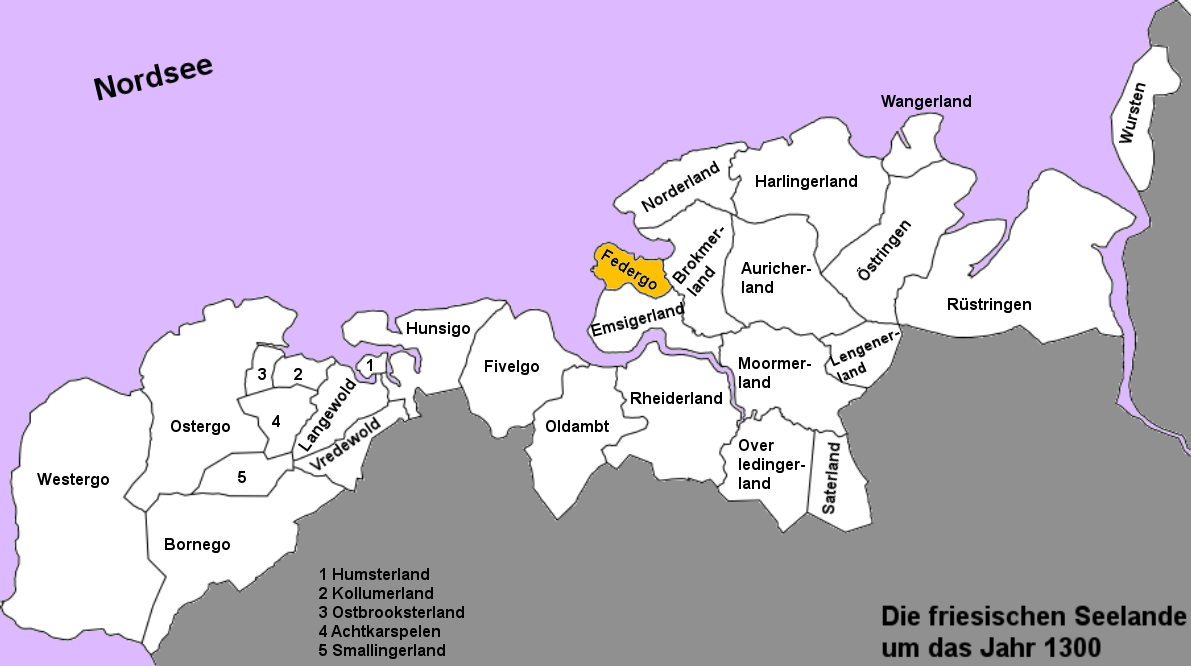
Федерго около 1300 года

Федерго — одно из старых фризских гау, на которые раньше была административно разделена Восточная Фризия. Первоначально этот район был графством Франкской империи, что обозначается словом -го. Название графства, вероятно, произошло от произрастающего там характерного болотного растения. Федерго принадлежал к так называемым фризским гау, которые Виллегад должен был христианизировать в соответствии с постановлениями Карла Великого.
Федерго расположен на северо-западной окраине Восточной Фризии прямо на берегу Ваттового моря и в значительной степени соответствует нынешнему муниципалитету Крумхёрн. До прорыва Лейбухта приход Норден также принадлежал Федерго. На востоке Федерго граничил с Брокмерландом, а на юге с Эмсигерландом.